# Самба белого мотылька
«Самба белого мотылька» — третий студийный альбом российского поп-певца Валерия Меладзе, который вышел 14 января 1998 года.

## История создания
«То, что происходило с нами накануне создания этого альбома, я называю это „кризисом роста“. К этому времени воплотились все мечты нашей молодости: мы выпустили два успешных альбома и уже несколько раз объехали с концертами всю страну. Возник вопрос: „А что дальше?“ Когда прошёл первый восторг от неожиданно нахлынувшего успеха, появилась ответственность за то, что мы можем дать нашим слушателям. Мы понимали, что необходимо показать что-то новое. Нам нужно было и себе, и другим доказать, что мы не иссякли, что мы не собираемся останавливаться и способны на большее. „Самба белого мотылька“ стала именно той песней, которая помогла нам почувствовать свежие ощущения от творчества. Это было состояние „прорыва“, открывшее нам направление, в котором нужно двигаться. И когда мы записали „Самбу“, мы уже знали, каким будет весь альбом. Песни, которые в него вошли, и сейчас звучат в моей концертной программе и очень востребованы — а это лучшее доказательство того, что мы тогда нашли верный путь».
Записывался альбом на студии «Диалог» в городе Николаев в октябре 1997 года. Было снято два клипа («Самба белого мотылька» в августе 1997 года и «Старый год»). В 2003 году вышло переиздание альбома, включающее две дополнительные песни — «Радиоволны» и «Музыкальная шкатулка». Эти песни были взяты из репертуара группы «Диалог», с которой ранее сотрудничал Меладзе.

## Список композиций
| №   | Название                    | Автор(ы)           | Длительность |
| --- | --------------------------- | ------------------ | ------------ |
| 1.  | «Самба белого мотылька»     | Константин Меладзе | 4:02         |
| 2.  | «Внучка лесника»            | Константин Меладзе | 4:43         |
| 3.  | «Чёрная кошка»              | Константин Меладзе | 3:50         |
| 4.  | «Маменька»                  | Константин Меладзе | 3:33         |
| 5.  | «А всё могло бы быть иначе» | Константин Меладзе | 3:49         |
| 6.  | «Говорила ты»               | Константин Меладзе | 3:16         |
| 7.  | «Красавицы могут всё»       | Константин Меладзе | 3:30         |
| 8.  | «Когда заходит солнце»      | Константин Меладзе | 4:08         |
| 9.  | «Латинамерика»              | Константин Меладзе | 4:11         |
| 10. | «Старый год»                | Константин Меладзе | 5:03         |
| 11. | «Радиоволны»                | Константин Меладзе | 4:57         |
| 12. | «Музыкальная шкатулка»      | Константин Меладзе | 4:04         |

## Видеоклипы
- 1997 — Самба белого мотылька.
- 1998 — Старый год.

## Создатели альбома
- Слова, музыка и аранжировка: Константин Меладзе.
- Бас: Андрей Усатый (10).
- Звукорежиссёр: Ким Брейтбург.
- Администратор: Сергей Луппов.
- Труба: Николай Харьковец (1).
- Звукооператор: Андрей Усатый.
- Гитара: Олег Белов (1-10), Ким Брейтбург (8, 10).
- Бэк-вокал: Оксана Павловская (1-3, 7, 9), Ким Брейтбург (9, 10).